# Valmiera

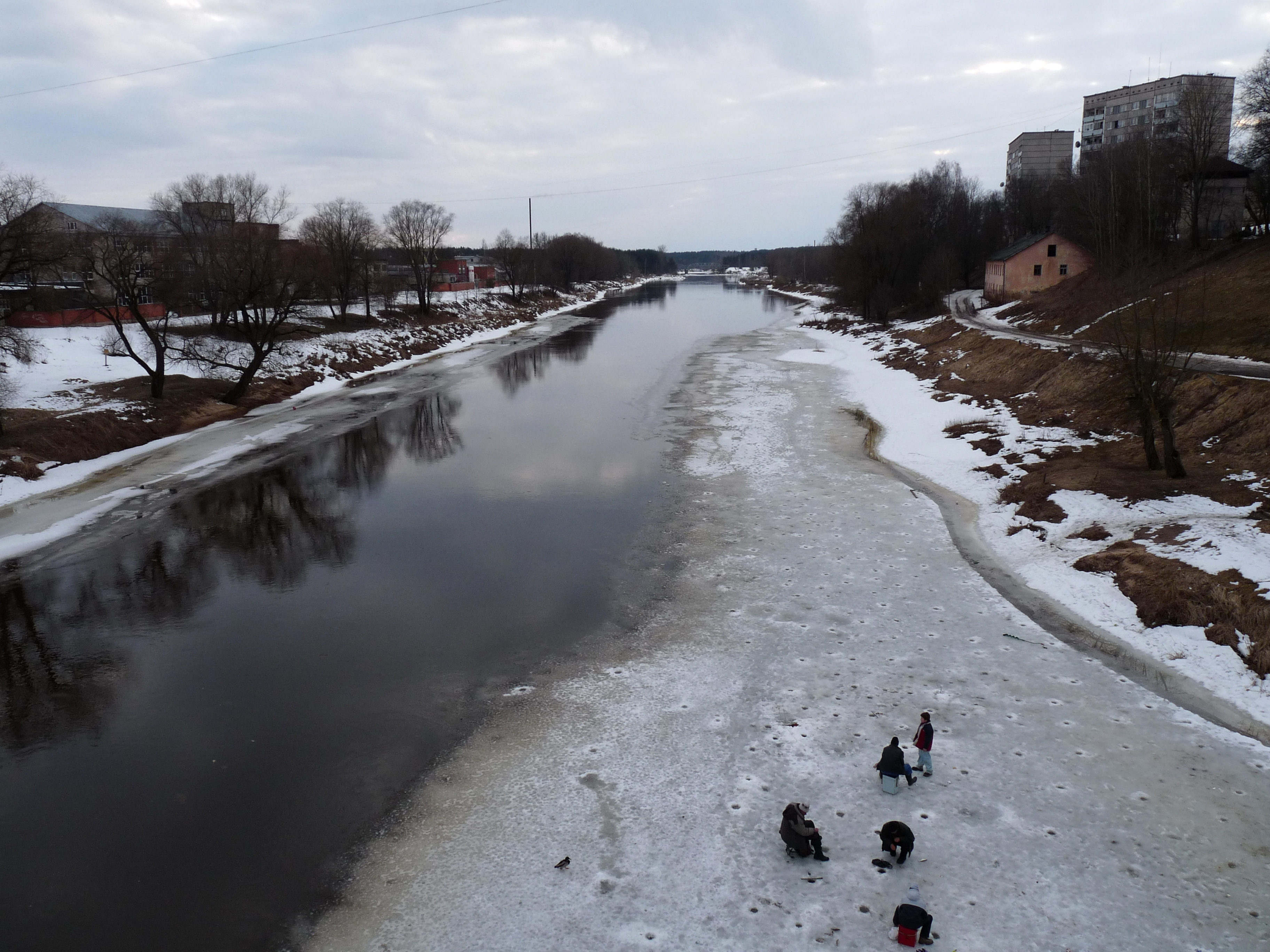
Riu Gauja a Valmiera

Valmiera (alemany: Wolmar', estonià: Volmari) és una de les nou ciutats republicanes de Letònia, d'acord amb la Reforma Territorial Administrativa de Letònia de l'1 de juliol de 2009. Anteriorment, era el centre del Comtat de Valmieras (en letó Valmieras rajons). És de facto el centre administratiu i cultural de la regió històrica de Vidzeme, antiga Livonia.